# Maxim Berghianu
Maxim Berghianu (* 19. August 1925 in Sighișoara, Kreis Mureș; † 30. Januar 2005) war ein Politiker der Rumänischen Kommunistischen Partei (PCR).

## Leben
Er trat 1945 als Mitglied der PCR bei und wurde 1955 Mitglied des Zentralkomitees (ZK) der PCR, dem er bis Dezember 1989 angehörte. 1964 wurde Berghianu, der im Mai 1961 mit der Medaille zum 40. Jahrestag der Gründung der PCR ausgezeichnet wurde, zum Ersten Sekretär der PCR im Kreis Cluj ernannt.
Im Dezember 1965 wurde er als Nachfolger von Roman Moldovan zum Vorsitzenden der Staatlichen Plankommission (Comitetului de Stat al Planificarii) berufen und behielt diese wichtige Funktion bis zu seiner Ablösung durch Manea Mănescu im Oktober 1972. Während dieser Zeit war er von April 1969 bis Oktober 1972 auch Mitglied im Verteidigungsrat der Sozialistischen Republik Rumänien, einem der höchsten Gremien der Sozialistischen Republik und dem maßgeblichen Organ für Fragen der nationalen Verteidigung.
Im Anschluss war er nach einer Regierungsumbildung von Oktober 1972 bis März 1978 Minister für die Lieferung von technischem Material und die Kontrolle und das Management von Anlagevermögen. Nach einer knapp einjährigen Verwendung als Erster Sekretär der PCR im Kreis Ilfov wurde er im Januar 1979 Staatssekretär im Ministerium für Landwirtschaft und Lebensmittelindustrie mit der Verantwortung für Lebensmittelindustrie. Im Anschluss wurde Berghianu als Nachfolger von Emil Bobu im März 1981 zum Arbeitsminister ernannt und übte dieses Amt bis zum 22. Dezember 1989 aus.  
Berghianu, der mit der 1993 verstorbenen Schauspielerin Silvia Popovici (1933–1993) verheiratet war, war auch als Dichter tätig und veröffentlichte 1995 den Gedichtband Râul lui Heraclit sowie  2000 den Band Univers incert.